# Cúp Liên đoàn bóng đá Phần Lan 2014
 Cúp Liên đoàn bóng đá Phần Lan 2014 là mùa giải thứ 18 của Cúp Liên đoàn bóng đá Phần Lan, giải đấu cúp bóng đá danh giá thứ hai tại Phần Lan. FC Lahti là đương kim vô địch, vừa đoạt cúp vô địch thứ hai mùa trước.
Giải đấu cúp chia thành hai giai đoạn. Đầu tiên là vòng bảng với việc 12 đội bóng Veikkausliiga chia thành 4 bảng. Hai đội cao nhất mỗi bảng vào vòng đấu loại trực tiếp – tứ kết, bán kết và chung kết.

## Vòng bảng
Mỗi đội thi đấu với các đội khác hai lượt, cả trên sân nhà và sân khách. Các trận đấu diễn ra từ tháng 1 năm 2014.

### Bảng A
| XH | Đội           | Tr | T | H | T | BT | BB | HS | Đ | Thành tích đối đầu |
| -- | ------------- | -- | - | - | - | -- | -- | -- | - | ------------------ |
| 1  | FC Inter      | 4  | 3 | 0 | 1 | 9  | 6  | +3 | 9 |                    |
| 2  | IFK Mariehamn | 4  | 2 | 1 | 1 | 6  | 4  | +2 | 7 |                    |
| 3  | TPS           | 4  | 0 | 1 | 3 | 6  | 11 | −5 | 1 |                    |

| S.nhà ╲ S.khách | INT | MAR | TPS |
| FC Inter        |     | 2–1 | 3–2 |
| IFK Mariehamn   | 1–0 |     | 2–2 |
| TPS             | 2–4 | 0–2 |     |

| 24 tháng 1 năm 2014 Vòng bảng | FC Inter                                  | 3–2 | TPS                        | Turku                    |  |
| 16:00 EET (UTC+02)            | Paajanen 13' · Lindström 30' · Kauppi 72' |     | Ahmeti 39' · Peltola 90+1' | Sân vận động: Kupittaa 5 |  |

| 31 tháng 1 năm 2014 Vòng bảng | TPS             | 2–4 | FC Inter                                                   | Turku                    |  |
| 17:00 EET (UTC+02)            | Ahmeti 20', 55' |     | Duah 16' · Paajanen 30' · Gruborovics 40' · Sirbiladze 86' | Sân vận động: Kupittaa 5 |  |

| 7 tháng 2 năm 2014 Vòng bảng | TPS | 0–2 | IFK Mariehamn             | Turku                    |  |
| 17:00 EET (UTC+02)           |     |     | Solignac 6' · Mäkinen 72' | Sân vận động: Kupittaa 5 |  |

| 14 tháng 2 năm 2014 Vòng bảng | FC Inter                    | 2–1 | IFK Mariehamn | Turku                    |  |
| 16:00 EET (UTC+02)            | Owusu-Ansah 11' · Forss 77' |     | Ibrahim 90'   | Sân vận động: Kupittaa 5 |  |

| 19 tháng 2 năm 2014 Vòng bảng | IFK Mariehamn             | 2–2 | TPS                        | Eckerö, Åland              |  |
| 18:30 EET (UTC+02)            | Ibrahim 71' · Ekhalie 84' |     | De John 10' · Hyyrynen 89' | Sân vận động: Eckeröhallen |  |

| 2 tháng 3 năm 2014 Vòng bảng | IFK Mariehamn | 1–0 | FC Inter | Eckerö, Åland              |  |
| 18:30 EET (UTC+02)           | Solignac 69'  |     |          | Sân vận động: Eckeröhallen |  |

### Bảng B
| XH | Đội      | Tr | T | H | T | BT | BB | HS | Đ | Thành tích đối đầu |
| -- | -------- | -- | - | - | - | -- | -- | -- | - | ------------------ |
| 1  | FC Honka | 4  | 1 | 3 | 0 | 6  | 5  | +1 | 6 |                    |
| 2  | HJK      | 4  | 1 | 2 | 1 | 6  | 7  | −1 | 5 |                    |
| 3  | RoPS     | 4  | 1 | 1 | 2 | 4  | 4  | 0  | 4 |                    |

| S.nhà ╲ S.khách | HON | HJK | RPS |
| FC Honka        |     | 1–1 | 1–0 |
| HJK             | 3–3 |     | 2–0 |
| RoPS            | 1–1 | 3–0 |     |

| 30 tháng 1 năm 2014 Vòng bảng | HJK                  | 2–0 | RoPS | Helsinki                 |  |
| 17:00 EET (UTC+02)            | Sorsa 44' · Alho 81' |     |      | Sân vận động: Tali Halli |  |

| 1 tháng 2 năm 2014 Vòng bảng | Honka     | 1–0 | RoPS | Espoo                           |  |
| 17:00 EET (UTC+02)           | Kolsi 74' |     |      | Sân vận động: Ratiopharm Areena |  |

| 5 tháng 2 năm 2014 Vòng bảng | Honka        | 1–1 | HJK       | Espoo                           |  |
| 15:00 EET (UTC+02)           | Anyamele 58' |     | Tveit 43' | Sân vận động: Ratiopharm Areena |  |

| 8 tháng 2 năm 2014 Vòng bảng | RoPS         | 1–1 | Honka              | Rovaniemi                |  |
| 15:00 EET (UTC+02)           | Virtanen 12' |     | Äijälä 69' (ph.đ.) | Sân vận động: Ounashalli |  |

| 20 tháng 2 năm 2014 Vòng bảng | HJK                            | 3–3 | Honka                                          | Helsinki                 |  |
| 17:00 EET (UTC+02)            | Forssell 21', 51', 87' (ph.đ.) |     | Porokara 4' (l.n.) · Hetemaj 61' · Mombilo 65' | Sân vận động: Tali Halli |  |

| 28 tháng 2 năm 2014 Vòng bảng | RoPS                                  | 3–0 | HJK | Rovaniemi                |  |
| 18:00 EET (UTC+02)            | Otaru 66' · Mäkitalo 71' · Saxman 75' |     |     | Sân vận động: Ounashalli |  |

### Bảng C
| XH | Đội      | Tr | T | H | T | BT | BB | HS | Đ | Thành tích đối đầu |
| -- | -------- | -- | - | - | - | -- | -- | -- | - | ------------------ |
| 1  | KuPS     | 4  | 2 | 1 | 1 | 5  | 1  | +4 | 7 |                    |
| 2  | MYPA     | 4  | 2 | 0 | 2 | 4  | 6  | −2 | 6 |                    |
| 3  | FC Lahti | 4  | 1 | 1 | 2 | 3  | 5  | −2 | 4 |                    |

| S.nhà ╲ S.khách | LAH | KPS | MYP |
| FC Lahti        |     | 0–2 | 2–1 |
| KuPS            | 0–0 |     | 3–0 |
| MYPA            | 2–1 | 1–0 |     |

| 25 tháng 1 năm 2014 Vòng bảng | Lahti                       | 2–1 | MYPA     | Lahti                      |  |
| 13:00 EET (UTC+02)            | Tanska 45+2' · Ngueukam 59' |     | Dema 87' | Sân vận động: Mukkulahalli |  |

| 1 tháng 2 năm 2014 Vòng bảng | Lahti | 0–2 | KuPS                     | Lahti                      |  |
| 13:00 EET (UTC+02)           |       |     | Purje 28' · Paananen 50' | Sân vận động: Mukkulahalli |  |

| 7 tháng 2 năm 2014 Vòng bảng | KuPS | 0–0 | Lahti | Kuopio                    |  |
| 17:00 EET (UTC+02)           |      |     |       | Sân vận động: Kuopiohalli |  |

| 14 tháng 2 năm 2014 Vòng bảng | KuPS                       | 3–0 | MYPA | Kuopio                    |  |
| 18:00 EET (UTC+02)            | Ilo 27', 51' · Purje 90+2' |     |      | Sân vận động: Kuopiohalli |  |

| 22 tháng 2 năm 2014 Vòng bảng | MYPA                    | 2–1 | Lahti             | Imatra                        |  |
| 13:00 EET (UTC+02)            | Pinho 53' · Sihvola 55' |     | Shala 66' (ph.đ.) | Sân vận động: Aviasport Arena |  |

| 1 tháng 3 năm 2014 Vòng bảng | MYPA              | 1–0 | KuPS | Anjalankoski                                  |  |
| 13:00 EET (UTC+02)           | Stefano Pinho 50' |     |      | Sân vận động: Sân vận động Kymenlaakson Sähkö |  |

### Bảng D
| XH | Đội                 | Tr | T | H | T | BT | BB | HS | Đ | Thành tích đối đầu |
| -- | ------------------- | -- | - | - | - | -- | -- | -- | - | ------------------ |
| 1  | VPS                 | 4  | 2 | 1 | 1 | 10 | 7  | +3 | 7 |                    |
| 2  | Bản mẫu:Fb team SJK | 4  | 1 | 2 | 1 | 7  | 7  | 0  | 5 |                    |
| 3  | FF Jaro             | 4  | 0 | 3 | 1 | 4  | 7  | −3 | 3 |                    |

| S.nhà ╲ S.khách     | JAR | Bản mẫu:Fb team SJK | VPS |
| FF Jaro             |     | 1–1                 | 2–2 |
| Bản mẫu:Fb team SJK | 1–1 |                     | 2–3 |
| VPS                 | 3–0 | 2–3                 |     |

| 1 tháng 2 năm 2014 Vòng bảng | Jaro                   | 2–2 | VPS                    | Jakobstad                 |  |
| 17:00 EET (UTC+02)           | Emet 6' · Kronholm 45' |     | Björk 38', 60' (ph.đ.) | Sân vận động: Tellushalli |  |

| 5 tháng 2 năm 2014 Vòng bảng | SJK       | 1–1 | Jaro      | Seinäjoki                      |  |
| 19:00 EET (UTC+02)           | Aalto 40' |     | Byass 13' | Sân vận động: Wallsport Areena |  |

| 8 tháng 2 năm 2014 Vòng bảng | SJK                       | 2–3 | VPS                                | Seinäjoki                      |  |
| 14:30 EET (UTC+02)           | Laaksonen 41' · Lähde 62' |     | Strandvall 51', 75' · Engström 58' | Sân vận động: Wallsport Areena |  |

| 15 tháng 2 năm 2014 Vòng bảng | VPS                                              | 3–0 | Jaro | Vaasa                      |  |
| 14:15 EET (UTC+02)            | Stewart 18' · Strandvall 63' · Nganbe Nganbe 68' |     |      | Sân vận động: Fennia Arena |  |

| 22 tháng 2 năm 2014 Vòng bảng | VPS                       | 2–3 | SJK                                     | Vaasa                      |  |
| 14:15 EET (UTC+02)            | Kula 78' · Strandvall 86' |     | Lähde 5' · Carlos Lopez 12' · Moose 87' | Sân vận động: Fennia Arena |  |

| 1 tháng 3 năm 2014 Vòng bảng | Jaro         | 1–1 | SJK         | Jakobstad                 |  |
| 15:15 EET (UTC+02)           | Kronholm 39' |     | Matrone 51' | Sân vận động: Tellushalli |  |

## Vòng đấu loại trực tiếp

### Tứ kết
| FC Inter       | 1–3 | HJK                                  |
| -------------- | --- | ------------------------------------ |
| Marinković 82' |     | Oussou Konan 17', 62' · Forssell 19' |

| VPS                                                 | 3–0 | MYPA |
| --------------------------------------------------- | --- | ---- |
| Strandvall 29' · Honkaniemi 65' · Nganbe Nganbe 67' |     |      |

| KuPS | 0–1 | SJK                |
| ---- | --- | ------------------ |
|      |     | Taipale 81' (l.n.) |

| FC Honka       | 1–3 | IFK Mariehamn                         |
| -------------- | --- | ------------------------------------- |
| Väisänen 90+1' |     | Sid 54' · Assis 90+3' · Ibrahim 90+5' |

### Bán kết
| IFK Mariehamn | 0–4 | VPS                                         |
| ------------- | --- | ------------------------------------------- |
|               |     | Morrissey 22', 71', 78' · Nganbe Nganbe 90' |

| SJK               | 1–0 | HJK |
| ----------------- | --- | --- |
| Josué Currais 50' |     |     |

### Chung kết
| SJK              | 1 – 0  | VPS |
| ---------------- | ------ | --- |
| Carlos López 15' | Report |     |

## Vua phá lưới
| Thứ hạng | Cầu thủ              | Đội bóng  | Số bàn thắng |
| -------- | -------------------- | --------- | ------------ |
| 1        | Sebastian Strandvall | VPS       | 5            |
| 2        | Mikael Forssell      | HJK       | 4            |
| 3        | Josef Ibrahim        | Mariehamn | 3            |
| 3        | Steven Morrissey     | VPS       | 3            |